# DR's musikleksikon
Projektet DR Musikleksikon blev igangsat i januar 2003 under det daværende DR Rytmisk ("DR Musik" pr. 2007). Det havde til formål at etablere en vidensdatabase indeholdende musikprofiler til brug for både brugere af dr.dk og DR-medarbejdere. Målsætningen var at producere ca. 2000 biografiske artikler fordelt på genrerne Klassisk, Jazz, Pop/Rock og Urban (Hip Hop/R&B).

## Ekstern henvisning
- Leksikon – dr.dk/Musik/Arkiv/Leksikon (ikke længere tilgængeligt på DR)

| Internet | Spire Denne internet-relaterede artikel er en spire som bør udbygges. Du er velkommen til at hjælpe Wikipedia ved at udvide den. |